# Україна (стадіон)
Украї́на — багатофункціональний стадіон у Львові. Відкритий 1963 року. До 1990 року мав назву «Дружба». Домашній стадіон футбольного клубу «Карпати» (Львів).
Розташований біля центральної частини міста, у Снопківському парку — пам'ятці садово-паркового мистецтва.

## Історія

### Радянський час
Зведений за 3 роки методом народного будівництва — кожне велике підприємство Львова відповідало за свою ділянку об'єкта. Курирував будівництвом третій секретар міськкому партії Володимр Мазур, який і сам виконував частину чорнової роботи на будівництві. Архітектори: Ярослав Назаркевич, Лариса Скорик, Ярослав Порохнавець та Володимир Блюсюк.
Дебютний офіційний матч «Карпат» на стадіоні відбувся 18 серпня 1963 року проти вільнюського «Жальгіріса». На 86-й хв. Іван Диковець не реалізував пенальті і гра закінчилася поразкою львів'ян із рахунком 0:1. У перші десятиліття експлуатації «Дружба» вміщував 41 700 сидячих місць. Найбільше глядачів зафіксовано на товариській зустрічі із бразильським «Палмейрасом» 26 травня 1970 року (близько 50 тисяч) та на грі проти київського «Динамо» 27 червня 1971 року у вищій лізі чемпіонату СРСР (51 тисяча).
12 квітня 1971 року на стадіоні встановлено меморіальну таблицю з написом: «На цьому стадіоні 5 липня 1967 року під час фестивалю радянсько-чехословацької дружби виступав перший космонавт світу, наш співвітчизник Юрій Олексійович Гагарін».

### Після 1990
1990 року за ініціативою президента «Карпат» Карла Мікльоша назву «Дружба» було змінено на «Україна». У 1999 році об'єкт реконструювали, дерев'яні лавки замінено на індивідуальні пластикові сидіння («Карпати» в сезоні 1999/2000 грали у Кубку УЄФА) і зараз він розрахований на 28 051 місце.
Після завершення сезону 2006/07 клуб вирішив замінити газон, який лежав ще з часу побудування арени в 1960-х роках. Проведено аукціон, на якому продано найважливіші точки поля: центр, кутові, 11-метрові позначки та інші окремі ділянки газону. Влітку 2007 року встановлено новий газон.
Має 4 вежі освітлення (сила освітлення — 1 200 люксів).
У 2002 році, після реконструкції стадіону, на підйомі перед входом на спортивну арену від вул. Стуса встановлено пам'ятний знак гравцям львівських «Карпат», що у 1969 році здобули кубок СРСР з футболу.
Після завершення будівництва стадіону «Арена Львів», що прийматиме групові матчі Євро 2012, Карпати вирішили переїхати на новий стадіон. Останньою домашньою грою основної команди на «Україні» стала поразка 27 листопада 2011 року 0:5 від «Шахтаря» — найбільша домашня поразка в історії клубу. З грудня 2011 головна команда «Карпат» проводить домашні ігри прем'єр-ліги на новій арені. Стадіон «Україна», який перебуває в оренді «Карпат» до 2017 року, залишився тренувальним стадіоном команди, також там проводитимуть ігри молодіжної першості прем'єр-ліги.
На початку 2012 року «Карпати» вирішили надати стадіон в суборенду як домашній стадіон для першолігового ФК «Львів».
Від 2017 року ФК «Карпати» знов проводить домашні матчі УПЛ на стадіоні «Україна». 10 вересня 2017 року, команда зазнала чергової найбільшої поразки з різницею у п'ять м'ячів, вже від дебютанта УПЛ рівненського «Вереса» з рахунком 1:6.

## Відомі матчі

### Вирішальна гра першого чемпіонату України
На цій арені 21 червня 1992 р. проведено фінальний матч чемпіонату України з футболу 1992, переможець якого став першим чемпіоном України:
| 21 червня 1992 | «Таврія» | 1:0 | «Динамо» (Київ) | С. Шевченко, 75 |

### Матчі національної збірної України
| Дата           | Турнір | Господарі | Рахунок | Гості    | Голи |
| -------------- | ------ | --------- | ------- | -------- | --- |
| 5 вересня 2001 | КЧС    | Україна   | 3:0     | Вірменія | 1:0 Шевченко,11 2:0 Воробей,86 3:0 Воробей,87                                                                           |
| 7 червня 2003  | КЧЄ    | Україна   | 4:3     | Вірменія | 0:1 Саркісян,15 (п) 1:1 Горшков,28 1:2 Саркісян,52 2:2 Шевченко,65 (п) 3:2 Шевченко,73 3:3 Петросян,74 4:3 Федоров,90+2 |
| 13 жовтня 2004 | КЧС    | Україна   | 2:0     | Грузія   | 1:0 Бєлік,12 2:0 Шевченко,79                                                                                            |
| 20 серпня 2008 | ТМ     | Україна   | 1:0     | Польща   | 1:0 С. Кравченко,45+2                                                                                                   |
| 6 вересня 2008 | КЧС    | Україна   | 1:0     | Білорусь | 1:0 Шевченко,90+4 (п)                                                                                                   |
| 29 травня 2010 | ТМ     | Україна   | 3:2     | Румунія  | 1:0 Алієв 15' 1:1 Тамаш 54' 1:2 Нікулае 63' 2:2 Коноплянка 75' 3:2 Тамаш 78' (а/г)                                      |

### Матч молодіжної збірної України
| Дата          | Турнір | Господарі | Рахунок | Гості  |
| ------------- | ------ | --------- | ------- | ------ |
| 10 липня 2004 | ТМ     | Україна   | 1:1     | Польща |

### Матч юнацької збірної України (U18)
| Дата           | Турнір   | Господарі | Рахунок | Гості      |
| -------------- | -------- | --------- | ------- | ---------- |
| 26 квітня 1994 | КЧЄ 1994 | Україна   | 2:2     | Нідерланди |

### Матчі жіночої збірної України
| Дата           | Турнір            | Господарі | Рахунок | Гості                | Голи                               |
| -------------- | ----------------- | --------- | ------- | -------------------- | ---------------------------------- |
| 21 серпня 1994 | Відбір до ЧЄ 1995 | Україна   | 3-0     | Польща               | Фрішко 81, 88, Верезубова 87       |
| 06 травня 2006 | Відбір до ЧС 2007 | Україна   | 2-1     | Сербія та Чорногорія | Фрішко 35, Пекур 81 - Стояновіч 15 |
| 27 серпня 2006 | Відбір до ЧС 2007 | Україна   | 1-1     | Норвегія             | Верезубова 28 - Льон 45            |

### Матчі відбору до жіночого чемпіонату Європи з футболу до 17 років
| Дата           | Турнір            | Команда    | Рахунок | Команда    |
| -------------- | ----------------- | ---------- | ------- | ---------- |
| 02 серпня 2013 | Відбір до ЧЄ 2014 | Словаччина | 2:2     | Фінляндія  |
| 04 серпня 2013 | Відбір до ЧЄ 2014 | Нідерланди | 4:0     | Словаччина |
| 07 серпня 2013 | Відбір до ЧЄ 2014 | Фінляндія  | 1:0     | Нідерланди |